# Ḩeşār-e Gowjeh Bāghī
Ḩeşār-e Gowjeh Bāghī (persiska: حِصارِ قوجِه باغی, حَصار, حِصار, حِصارِ مُحَمَّد صالِح, حصارگوجه باغی, Ḩeşār-e Qūjeh Bāghī) är en ort i Iran.   Den ligger i provinsen Hamadan, i den nordvästra delen av landet, 260 km väster om huvudstaden Teheran. Ḩeşār-e Gowjeh Bāghī ligger 1 744 meter över havet och antalet invånare är 915.
Terrängen runt Ḩeşār-e Gowjeh Bāghī är en högslätt, och sluttar brant österut. Runt Ḩeşār-e Gowjeh Bāghī är det ganska tätbefolkat, med 52 invånare per kvadratkilometer. Närmaste större samhälle är Kabūdarāhang, 15,3 km öster om Ḩeşār-e Gowjeh Bāghī. Trakten runt Ḩeşār-e Gowjeh Bāghī består i huvudsak av gräsmarker.